# 鲫鱼藤
鲫鱼藤（学名：Secamone lanceolata）是夹竹桃科鲫鱼藤属的植物。分布于印度尼西亚、越南、马来西亚、柬埔寨以及中国大陆的广东、云南、广西等地，生长于海拔500米的地区，常生于山谷疏林中以及攀援树上，目前尚未由人工引种栽培。

## 别名
四粉块藤（俗称）；黄花藤（海南）